# Chiara Tabani
Chiara Tabani (* 27. August 1994 in Prato) ist eine italienische Wasserballspielerin. Sie war Olympiazweite 2016, Weltmeisterschaftsdritte 2015 und 2023 sowie Europameisterschaftsdritte 2016 und 2022.

## Sportliche Karriere
Chiara Tabani begann in Prato mit dem Wasserball. 2016/17 wurde sie spanische Meisterin mit CN Sabadell. Nach sechs Jahren in Rom bei SS Roma wechselte sie 2023 zu AS Orizzonte nach Catania und wurde 2024 italienische Meisterin. In ihrer Zeit in Rom schloss sie ein Studium an der Universität La Sapienza ab.
2014 debütierte die Verteidigerin in der italienischen Nationalmannschaft. Bei der Weltmeisterschaft 2015 in Kasan unterlagen die Italienerinnen im Halbfinale gegen die Niederländerinnen im Penaltyschießen. Im Spiel um den dritten Platz trafen die Italienerinnen  auf die Australierinnen und siegten nach Penaltyschießen. Anfang 2016 fand in Belgrad die Europameisterschaft statt. Die Italienerinnen unterlagen im Halbfinale den Ungarinnen, gewannen aber das Spiel um den dritten Platz mit 10:9 gegen die Spanierinnen. Bei den Olympischen Spielen 2016 in Rio de Janeiro gewannen die Italienerinnen ihre Vorrundengruppe. Nach dem Viertelfinalsieg über die Chinesinnen besiegten die Italienerinnen im Halbfinale die Russinnen mit 12:9, wobei Tabani in diesem Spiel zwei ihrer drei Turniertore erzielte. Im Finale siegte das Team aus den Vereinigten Staaten mit 12:5.
2017 bei der Weltmeisterschaft in Budapest unterlagen die Italienerinnen im Viertelfinale den Russinnen und belegten letztlich den sechsten Platz. 2018 gewann Tabani mit dem italienischen Team die Silbermedaille bei den Mittelmeerspielen in Tarragona. Kurz darauf fand in Barcelona die Europameisterschaft 2018 statt. Die Italienerinnen unterlagen im Viertelfinale den Ungarinnen und belegten in den Platzierungsspielen den sechsten Platz. Tabani warf in acht Spielen insgesamt sieben Tore. 2019 bei der Weltmeisterschaft in Gwangju verloren die Italienerinnen erneut das Viertelfinale gegen die Ungarinnen und erreichten wieder den sechsten Platz.
Bei der Weltmeisterschaft 2022 in Budapest unterlag Tabani mit der italienischen Mannschaft im Halbfinale dem US-Team, das Spiel um den dritten Platz entschieden die Niederländerinnen mit 7:5 für sich. Bei der Europameisterschaft in Split verloren die Italienerinnen im Halbfinale gegen die Griechinnen und gewannen das Spiel um Bronze gegen die Niederländerinnen. Im Jahr darauf bei der Weltmeisterschaft 2023 in Fukuoka verloren die Italienerinnen im Halbfinale gegen die Niederländerinnen. Im Spiel um den dritten Platz bezwangen die Italienerinnen die Australierinnen mit 16:14, wobei Tabani einen Treffer erzielte. 2024 wurden die Italienerinnen Siebte bei der Weltmeisterschaft in Doha und Sechste bei den Olympischen Spielen in Paris.